# Chief of Staff
Chief of Staff (Hangul: 보좌관; RR: Bojwagwan, lit. Aide), es una serie de televisión surcoreana transmitida del 14 de junio de 2019 hasta el 20 de diciembre de 2019 a través de JTBC.

## Sinopsis
La serie se centra en los políticos y sus ayudantes, quienes intentan subir la escalera política.
Jang Tae-joon, se graduó de la Universidad de la Policía Nacional de Corea y trabajó como detective, sin embargo con una gran ambición por obtener más poder, decide renunciar y comenzar a trabajar en la Asamblea Nacional. Ahora, trabaja como el principal ayudante de un legislador que ha sido reelegido cuatro veces. Gracias a su excelente intuición, toma de decisiones con sangre fría y un gran deseo de ganar, logra colocar a su legislador en la posición de representante del partido, sin embargo Tae-joon tiene mayores ambiciones.
Por otro lado, Kang Sun-young es una legisladora de primer año que fue elegida por representación proporcional y es portavoz de su partido. Antes de convertirse en legisladora, trabajó como una abogada y condujo un programa de televisión de actualidad. Sun-young es una mujer ambiciosa y hace bien su trabajo, lo que le gana el respeto de los demás. Tiene una relación complicada con Tae-joon, cuyo jefe es rival del legislador principal que la convirtió en legisladora.

## Reparto[6]

### Personajes principales[7]
| Actor          | Personaje       | Nº de episodios | Temporadas | Notas |
| -------------- | --------------- | --------------- | ---------- | --- |
| Lee Jung-jae   | Jang Tae-joon   | 20              | 1-2        | Es el asistente principal del congresista. Graduado de la academia de policía con honores, formó parte de la unidad especial, antes de unirse a la Asamblea Nacional. Su fuerte intuición y juicio, así como una gran competitividad, le permitieron a su congresista convertirse en el jefe de un partido. Aunque en ocasiones choca con Sun-young, también se siente atraído por ella. |
| Shin Min-ah    | Kang Sun-young  | 20              | 1-2        | Es una política que intenta romper el molde y miembro del comité de su partido político que solía ser una abogada talentosa con experiencia en ser anfitriona de un programa de televisión que aborda los eventos actuales. Sun-young se ha esforzado por convertirse en la mejor y no se avergüenza de sus capacidades y logros, lo que la convierte en un modelo a seguir para otras mujeres. Aunque en ocasiones choca con Tae-joon, quien se encarga de los asuntos del congresista que rivaliza con el congresista que la nominó, también se siente atraída por él. |
| Lee Elijah     | Yoon Hye-won    | 20              | 1-2        | Es una secretaria de nivel 6 que ha alcanzado un alto cargo a pesar de su corta edad debido a su arduo trabajo. Aunque se esfuerza para lograr sus objetivos, siempre encuentra el camino correcto. Trabaja junto a Tae-joon en la oficina del congresista. |
| Kim Dong-jun   | Han Do-kyeong   | 20              | 1-2        | Es un interno temporal de la Asamblea Nacional. Aunque parece confundido en realidad es lo suficientemente valiente como para expresar lo que piensa. |
| Kim Kap-soo    | Song Hee-seop   | 20              | 1-2        | |
| Jung Woong-in  | Oh Won-shik     | 20              | 1-2        | |
| Jung Man-sik   | Choi Kyung-chul | 10              | 2          | Es el líder del partido de Corea. |
| Park Hyo-joo   | Lee Ji-eun      | 10              | 2          | Es una asistente del gobierno de alto rango. |
| Jo Bok-rae     | Young Jong-yeol | 10              | 2          | Es un asistente del gobierno de alto rango. |
| Jung Jin-young | Lee Seong-min   | 10              | 1          | Es un legislador novato. |
| Im Won-hee     | Go Seok-man     | 10              | 1          | Es el asesor principal de Kang Sun-young y amigo de Jang Tae-joon. |

### Personajes recurrentes
| Actor          | Personaje      | Nº de episodios | Temporadas | Notas                                                                            |
| -------------- | -------------- | --------------- | ---------- | -------------------------------------------------------------------------------- |
| Kim Hong-pa    | Jo Gap-yeong   | -               | 1-2        | Es el presidente del Comité Laboral.                                             |
| Lee Chul-min   | Kim Hyung-do   | -               | 1-2        | Es el asesor principal de la oficina de Jo Gap-yeong.                            |
| Jeon Jin-ki    | Lee Gwi-dong   | -               | 1-2        | Es un secretario de quinto grado de la oficina de Song Hee-seop.                 |
| Jun Seung-bin  | Kim Jong-wook  | -               | 1-2        | Es un secretario de quinto grado de la oficina de Song Hee-seop.                 |
| Do Eun-bi      | No Da-jeong    | -               | 1-2        | Es una secretaria de rendimiento de noveno grado de la oficina de Song Hee-seop. |
| Yoo Sung-joo   | Lee Chang-jin  | -               | 1-2        | Es el CEO de Jujin Chemistry y gerente de Samilhe.                               |
| Ji So-yeon     | Kim Mi-jin     | -               | 1-2        | Es una locutora.                                                                 |
| Park Geon      | Seo Hyung-chul | -               | 1-2        | Es un fiscal.                                                                    |
| Ma Si-hwan     | Yoon           | -               | 1-2        | Es un fiscal.                                                                    |
| Noh Seung-jin  | Ahn            | -               | 1-2        | Es un asambleísta.                                                               |
| Nam Jin-bok    | Jeong Han-su   | -               | 1-2        | Es el jefe de inteligencia de la Unidad 1.                                       |
| Kim Ik-tae     | Lee Sang-gook  | -               | 1-2        | Es el jefe de inspección del comité judicial.                                    |
| Park Sung-joon | Jung Min-chul  | -               | 2          | Es un secretario de sexto grado de la oficina de Jang Tae-joon.                  |
| Lee Dong-min   | Park Joong-suk | -               | 2          | Es un secretario de séptimo grado de la oficina de Jang Tae-joon.                |
| Han Chang-hyun | Kim Byung-jun  | -               | 2          | Es un aliado de Chang-jin.                                                       |
| Nam Sung-jin   | Ahn Hyeon-min  | -               | 2          | Es un asambleísta.                                                               |
| Ahn Joon-woo   | Ahn Joon-woo   | -               | 2          | Es un secretario de quinto grado de la oficina de Jang Tae-joon.                 |
| Yoo Ha-bok     | Park Jong-gil  | -               | 1          | Es un asambleísta.                                                               |
| Kim Seo-ha     | Lee In-soo     | -               | 1          | Es el asesor principal de la oficina de Lee Seong-min.                           |

### Otros personajes
| Actor           | Personaje    | Nº de episodios | Temporadas | Notas                                        |
| --------------- | ------------ | --------------- | ---------- | -------------------------------------------- |
| Park Myung-shin | Yeo Sook-hee | -               | 1-2        | Es la madre de Han Do-kyeong.                |
| Ji Tae-yang     | -            | -               | 1-2        |                                              |
| Ok Joo-ri       | -            | -               | 2          | Es una cliente de Yeo Sook-hee.              |
| Jung Dong-gyu   | -            | -               | 2          | Es el fiscal general                         |
| Jung Myung-joon | Shim         | -               | 2          | Es un fiscal.                                |
| Yoon Kap-soo    | Jo Nam-gi    | -               | 1          |                                              |
| Choi Ga-in      | -            | -               | 1          | Es la esposa de Lee Seong-min.               |
| Park Yoon-young | -            | -               | 1          | Es la hija de Lee Seong-min.                 |
| Seo Wang-seok   | -            | -               | 1          | Es un detective.                             |
| Lee Jong-goo    | -            | -               | 1          | Es un barbero.                               |
| Park Jae-wan    | -            | -               | 1          | Es el director de un programa de noticias.   |
| Lee Shi-young   | -            | -               | 1          |                                              |
| Moon Hyun-jung  | -            | -               | 1          |                                              |
| Jang Eui-don    | -            | -               | 1          | Es miembro del comité de residentes locales. |
| Lee Ji-hyuk     | -            | -               | 1          |                                              |
| Lee Hyun-jung   | -            | -               | 1          |                                              |

### Apariciones invitadas
| Actor         | Personaje       | Episodio(s) donde apareció | Episodio(s) donde apareció | Notas                                                                  |
| Actor         | Personaje       | Primera temporada          | Segunda temporada          | Notas                                                                  |
| ------------- | --------------- | -------------------------- | -------------------------- | ---------------------------------------------------------------------- |
| Kim Eung-soo  | Jang Choon-bae  | 1, 7                       | 2-4, 9                     | Es el padre de Jang Tae-joon.                                          |
| Lee Soon-won  | Lee Hyeong-bae  | 1, 3, 8-9                  | 3, 5, 7, 9                 | Es un detective.                                                       |
| Jang Jae-ho   | Sung Woo        | 2                          | 2, 6                       | Es un reportero del "Dodam Daily".                                     |
| Lee Joon-hee  | -               | 2                          | 1                          | Es un miembro del grupo de Jo Gap-yeong.                               |
| Lee Yong-yi   | Ok-ja           | 5-6, 10                    | 3-4                        | Es una comerciante y la abuela de la víctima de Jujin Factory.         |
| Lee Han-wi    | -               | 4-5, 7                     | 5, 10                      | Es el secretario presidencial en jefe.                                 |
| Ko In-beom    | Seong Yeong-gi  | 8                          | -                          | Es el presidente honorario del grupo Yeong-Il y presidente de Samilhe. |
| Cha Soon-bae  | -               | 2-4                        | N/A                        | Es el jefe de gabinete del ministro de justicia.                       |
| Sung Dong-il  | -               | N/A                        | 10                         | Es un juez.                                                            |
| Hong Seo-joon | -               | N/A                        | 2                          | Es un candidato para el cargo de jefe de fiscalía.                     |
| Park Ji-yun   | -               | N/A                        | 4                          | Es una mujer casada que se enferma debido a Jujin Chemicals.           |
| Choi Jung-woo | Kang Seong-yeop | N/A                        | 7-9                        | Es el presidente del banco Samyeong.                                   |
| Lee Min-ji    | -               | -                          | -                          | Es una ayudante de Kang Seon-yeong.                                    |
| Sung Ian      | -               | -                          | -                          | Es un reportero.                                                       |

## Episodios
La serie está conformada por dos temporadas y emitió 20 episodios:
- La primera temporada fue estrenada el 14 de junio del 2019 y estuvo conformada por 10 episodios, , los cuales fueron transmitidos todos los viernes y sábados a las 23:00 (KST), finalizando el 13 de julio del 2019.
- La segunda temporada fue emitida del 11 de noviembre del 2019 hasta el 10 de diciembre del mismo año, mostrando 10 episodios todos los lunes y martes a las 21:30 (KST).[16][17]

### Raitings
Los números en color rojo indican las calificaciones más bajas, mientras que los números en azul indican las calificaciones más altas.

#### Primera temporada
| N.º      | Título                             | Fecha de emisión    | Participación promedio de audiencia (AGB Nielsen) | Participación promedio de audiencia (AGB Nielsen) |
| N.º      | Título                             | Fecha de emisión    | Nacional                                          | Seúl                                              |
| -------- | ---------------------------------- | ------------------- | ------------------------------------------------- | ------------------------------------------------- |
| 1        | 6g Badge (6g의 배지)               | 14 de junio de 2019 | 4.375%                                            | 5.592%                                            |
| 2        | Rupture (파열)                     | 15 de junio de 2019 | 4.545%                                            | 4.675%                                            |
| 3        | Reason for Selection (선택의 이유) | 21 de junio de 2019 | 4.436%                                            | 4.637%                                            |
| 4        | Domino (도미노)                    | 22 de junio de 2019 | 4.398%                                            | 4.532%                                            |
| 5        | Dilemma (딜레마)                   | 28 de junio de 2019 | 4.012%                                            | 3.786%                                            |
| 6        | Firelight (불빛)                   | 29 de junio de 2019 | 4.039%                                            | 3.904%                                            |
| 7        | Firelight (불빛)                   | 5 de julio de 2019  | 4.087%                                            | 4.091%                                            |
| 8        | Decapitation (낙화)                | 6 de julio de 2019  | 4.974%                                            | 5.090%                                            |
| 9        | 6g's Price (6g의 대가)             | 12 de julio de 2019 | 4.379%                                            | 4.185%                                            |
| 10       | Irreducible (돌이킬 수 없는)       | 13 de julio de 2019 | 5.314%                                            | 5.616%                                            |
| Promedio | Promedio                           | Promedio            | 4.456%                                            | 4.611%                                            |

#### Segunda temporada
| N.º      | Título                        | Fecha de emisión        | Participación promedio de audiencia (AGB Nielsen) | Participación promedio de audiencia (AGB Nielsen) |
| N.º      | Título                        | Fecha de emisión        | Nacional                                          | Seúl                                              |
| -------- | ----------------------------- | ----------------------- | ------------------------------------------------- | ------------------------------------------------- |
| 1        | Breakaway (탈피)              | 11 de noviembre de 2019 | 4.166%                                            | 4.544%                                            |
| 2        | Poisonous Fang (독니)         | 12 de noviembre de 2019 | 4.104%                                            | 4.350%                                            |
| 3        | Swamp (늪)                    | 18 de noviembre de 2019 | 3.475%                                            | 3.220%                                            |
| 4        | Achilles Tendon (아킬레스 건) | 19 de noviembre de 2019 | 3.912%                                            | 3.821%                                            |
| 5        | Shadow (그림자)               | 25 de noviembre de 2019 | 3.819%                                            | 4.081%                                            |
| 6        | Maze (미로)                   | 26 de noviembre de 2019 | 4.446%                                            | 4.720%                                            |
| 7        | Scapegoat (희생양)            | 2 de diciembre de 2019  | 4.665%                                            | 4.981%                                            |
| 8        | Hunt >(사냥)                  | 3 de diciembre de 2019  | 4.844%                                            | 4.994%                                            |
| 9        | Hibernation (동면)            | 9 de diciembre de 2019  | 4.659%                                            | 4.661%                                            |
| 10       | Weight of 6 Grams (6g의 무게) | 10 de diciembre de 2019 | 5.340%                                            | 5.458%                                            |
| Promedio | Promedio                      | Promedio                | 4.343%                                            | 4.483%                                            |

## Música
El OST de la serie fue producido por "Music&NEW".

### Primera temporada

#### Parte 1
| No. | Intérprete | Título             | Letra | Música                      | Duración |
| --- | ---------- | ------------------ | ----- | --------------------------- | -------- |
| 1   | Chen       | "Rainfall"         | Hana  | Kim Young-sung y Seo Jae-ha | 3:21     |
| 2   | -          | "Rainfall" (Inst.) | -     | -                           | 3:21     |

#### Parte 2
| No. | Intérprete   | Título              | Letra | Música                                   | Duración |
| --- | ------------ | ------------------- | ----- | ---------------------------------------- | -------- |
| 1   | Kim Jae-hwan | "Black Sky"         | Hana  | Jung Sung-min y Shin Ji-hoo (de Postman) | 3:31     |
| 2   | -            | "Black Sky" (Inst.) | -     | -                                        | 3:31     |

### Segunda temporada

#### Parte 1
| No. | Intérprete                 | Título            | Letra                       | Música                      | Duración |
| --- | -------------------------- | ----------------- | --------------------------- | --------------------------- | -------- |
| 1   | Kim Yong-jin (de Bohemian) | "The End"         | Song Yang-ha y Kim Jae-hyun | Song Yang-ha y Kim Jae-hyun | 3:02     |
| 2   | -                          | "The End" (Inst.) | -                           | -                           | 3:02     |

#### Parte 2
| No. | Intérprete          | Título                 | Letra                       | Música                      | Duración |
| --- | ------------------- | ---------------------- | --------------------------- | --------------------------- | -------- |
| 1   | Ben (Lee Eun-young) | "Deep Sorrow" (한숨만) | Kim Chang-rak y Kim Soo-bin | Kim Chang-rak y Kim Soo-bin | 4:04     |
| 2   | -                   | "Deep Sorrow" (Inst.)  | -                           | -                           | 4:04     |

#### Parte 3
| No. | Intérprete | Título                        | Letra   | Música         | Duración |
| --- | ---------- | ----------------------------- | ------- | -------------- | -------- |
| 1   | The One    | "Can't Let Go" (놓을 수 없다) | Taibian | Taibian y Baaq | 4:41     |
| 2   | -          | "Can't Let Go" (Inst.)        | -       | -              | 4:41     |

## Premios y nominaciones
| Año  | Categoría                   | Premio                 | Nominado     | Resultado |
| ---- | --------------------------- | ---------------------- | ------------ | --------- |
| 2019 | Top Excellence Award, Actor | 12th Korea Drama Award | Lee Jung-jae | Nominado  |

## Producción
La serie también fue conocida como "Advisor".
Fue dirigida por Kwak Jung-hwan, quien contó con el apoyo del guionista Lee Dae-il. Mientras que la producción estuvo a cargo de "Kim Woo-taek" y "Jang Gyeong-ik".
La primera lectura del guion fue realizada el 26 de marzo del 2019 en Nonhyeon-dong, Seúl, Corea del Sur.
La serie contó con el apoyo de la compañía de producción "Next Entertainment World".

### Recepción
La serie rompió el récord de audiencia para un estreno de un drama, durante su primer episodio marcó una sintonía de 4.4% a nivel nacional y 5.6% en SeúlLife.